# Sociedade Hípica Paulista
A Sociedade Hípica Paulista é um clube de hipismo, fundado em 26 de agosto de 1911 no bairro do Brooklin, cidade de São Paulo. É o pioneiro e mais tradicional centro hípico do Brasil. Formou a primeira equipe brasileira de saltos, que participou das Olimpíadas de 1948, em Londres. Organiza competições de hipismo nacionais e internacionais, e revelou nomes consagrados nesta modalidade esportiva, como Luíza Almeida e Doda.